# Colletes schmidi
Colletes schmidi is een vliesvleugelig insect uit de familie Colletidae. De wetenschappelijke naam van de soort is voor het eerst geldig gepubliceerd in 1962 door Noskiewicz.